# Анна Ань Цзяо
Анна Ань Цзяо (кит.: 婦安焦安納; 1874, провінція Хебей, Китай — 11 липня 1900, провінція Хебей, Китай) — свята римсько-католицької Церкви, мучениця.

## Біографія
У другій половині XIX століття в Китаї були сильні антихристиянські настрої. Вони досягли свого піку в 1899—1901 рр. під час боксерського повстання, коли в Китаї почалося масове переслідування християн.
11 липня 1900 року Анна Ань Цзяо була заарештована повстанцями разом зі своїми родичками Марією Ань Лінхуа, Анною Ань Синь і Марією Ань Го. Повстанці вимагали від них відмовитися від християнства. Заарештовані жінки залишилися вірні своїй вірі, внаслідок чого їх вивели за межі села і стратили.

## Прославлення
Анна Ань Синь була беатифікована 17 квітня 1955 року Римським Папою Пієм XII і канонізована 1 жовтня 2000 року Папою Римським Іоанном Павлом II, разом з групою 120 китайських мучеників.
День пам'яті в католицькій церкві — 9 липня.

## Джерело
- George G. Christian OP, Augustine Zhao Rong and Companions, Martyrs of China, 2005, стор. 73 (англ.)